# Bleeding Kansas

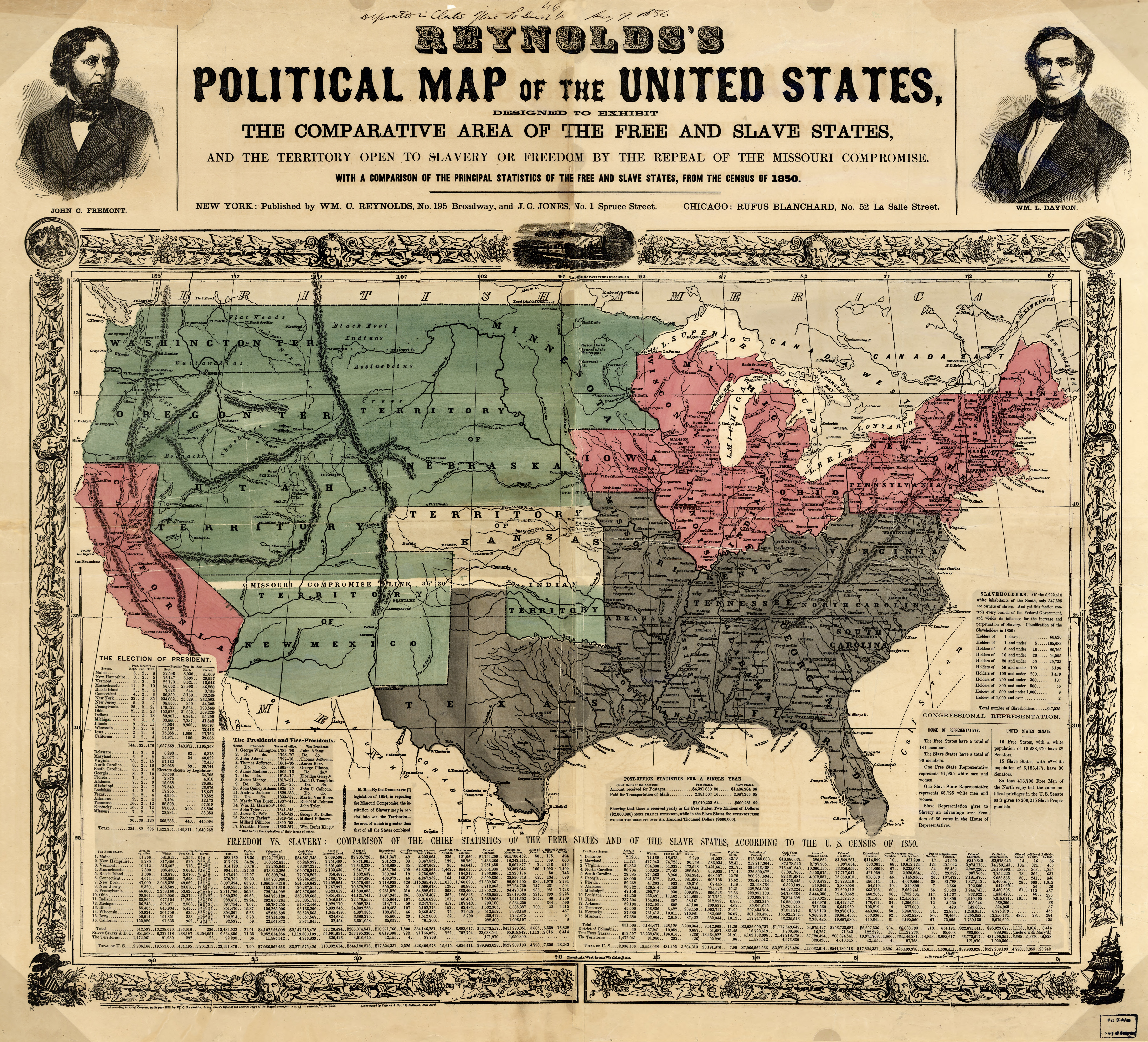
Mapa de 1856 que muestra los estados esclavistas (gris), los libres (rosa) y los territorios incorporados (verde), con Kansas en el centro (blanco).

El Bleeding Kansas o Bloody Kansas (también llamado «Guerra de la frontera» o «Sangrado de Kansas») fue una serie de violentos enfrentamientos civiles en los Estados Unidos entre 1854 y 1861 que surgieron de un debate político e ideológico sobre la legalidad de la esclavitud en el estado propuesto de Kansas. El conflicto se caracterizó por años de fraude electoral, las incursiones, asaltos y asesinatos retribuidos realizados por facciones rivales de Free-Staters antiesclavitud,  y Border Ruffians proesclavistas en el Territorio de Kansas y el vecino estado de Misuri.
En el centro del conflicto estaba la cuestión de si el Territorio de Kansas permitiría o prohibiría la esclavitud y, por lo tanto, ingresaría en la Unión como un estado esclavo o un estado libre. La Ley de Kansas-Nebraska de 1854 exigía la «soberanía popular», requiriendo que la decisión sobre la esclavitud fuera tomada por los colonos del territorio —en lugar de forasteros— y decidida por un voto popular.  Las tensiones seccionales que rodeaban la esclavitud rápidamente se centraron en Kansas, con el elemento pro-esclavitud argumentando que cada colono tenía el derecho de llevar su propiedad, incluidos los esclavos, el territorio. Los defensores de la «tierra libre» antiesclavitud argumentaron además que la esclavitud no era ética, sino que permitirla en Kansas lograría que los ricos propietarios de esclavos controlaran la tierra con la exclusión de los no-propietarios de esclavos. Misuri, estado esclavista desde 1821, estaba poblado por un gran número de colonos con simpatías por el Sur y actitudes pro-esclavistas, muchos de los cuales intentaron influir en la decisión a Kansas. El conflicto fue combatido políticamente y también entre civiles, donde finalmente se degeneró en brutal violencia de bandas y guerra de guerrilla paramilitar. El término "Bleeding Kansas" fue popularizado por el New-York Tribune de Horace Greeley.
Bleeding Kansas fue demostrativo de la gravedad de las cuestiones sociales más urgentes de la época, desde la esclavitud hasta los conflictos de clase emergentes en la frontera norteamericana. Su gravedad ocasionó titulares nacionales que sugirieron al pueblo estadounidense que las disputas regionales no podían llegar a un compromiso sin derramamiento de sangre, y por lo tanto presagiaba directamente la Guerra Civil. Kansas fue admitida en la Unión como estado libre en enero de 1861, pero la violencia partidista continuó a lo largo de la frontera entre Kansas y Misuri durante la mayor parte de la guerra. El episodio se conmemora con numerosos monumentos y sitios históricos designados.

## Orígenes
A medida que el abolicionismo se hacía cada vez más popular en los Estados Unidos y crecían las tensiones entre sus partidarios y detractores, el Congreso de los Estados Unidos mantenía un tenue equilibrio de poder político entre los representantes del Norte y del Sur. En mayo de 1854, la Ley de Kansas-Nebraska creada a partir de tierras indias no organizadas, los nuevos territorios de Kansas y Nebraska para el asentamiento de los ciudadanos estadounidenses. Aunque el Compromiso de Misuri de 1820 había prohibido explícitamente la práctica de la esclavitud en todo el territorio de los Estados Unidos al norte de los 36° 30' de latitud y al oeste del río Misisipi. A excepción del estado de Misuri, la ley de 1854 contradijo directamente este acuerdo al permitir que los colonos de Kansas y Nebraska determinaran el estado de esclavitud de su estado por voto popular.
Inmediatamente, los inmigrantes que apoyan a ambos lados de la cuestión de la esclavitud llegaron al territorio de Kansas para establecer su residencia y obtener el derecho a votar. Entre los primeros pobladores de Kansas se encontraban los ciudadanos de estados esclavistas, especialmente Misuri, muchos de los cuales apoyaron firmemente las ideologías del sur y emigraron específicamente para asegurar la expansión de la esclavitud. Inmigrantes a favor de la esclavitud establecieron ciudades como Leavenworth y Atchison. La administración del presidente Franklin Pierce con los funcionarios territoriales designados en Kansas se alinearon con sus propios puntos de vista a favor de la esclavitud y, prestando atención a los rumores de que la frontera estaba siendo superada por los norteños, miles de defensores de la esclavitud no residentes ingresaron en Kansas con el objetivo de influir en la política local. Las facciones en favor de la esclavitud capturaron muchas elecciones territoriales anticipadas, a menudo por fraude e intimidación. En noviembre de 1854, miles de hombres armados a favor de la esclavitud conocidos como «Border Ruffians» o «Southern Yankees», en su mayoría provenientes de Misuri, llegaron al territorio de Kansas y cambiaron el voto en la elección de un delegado sin voto en el Congreso a favor de candidato a la esclavitud demócrata John Wilkins Whitfield. Al año siguiente, un comité del Congreso que investigaba las elecciones informó que se emitieron 1,729 votos fraudulentos, en comparación con 1,114 votos legales. En una ubicación, únicamente 20 de los 604 votantes eran residentes del Territorio de Kansas; en otra, 35 eran residentes y 226 no residentes.
Al mismo tiempo, los abolicionistas del Norte alentaron a sus propios partidarios a mudarse a Kansas en un esfuerzo por asegurar el territorio como un estado libre, inundando a Kansas con los llamados «habitantes libres» o Free-Staters. Muchos ciudadanos de los estados del norte llegaron con la ayuda de sociedades benevolentes, como New England Emigrant Aid Company, con sede en Boston, que se fundó poco antes de la aprobación de la Ley de Kansas-Nebraska con la intención específica de transportar a los inmigrantes antiesclavistas a la frontera. Para ayudar a contrarrestar el fraude electoral, alrededor de 1,200 New York Yankees emigraron al Territorio de Kansas en el verano de 1855. El abolicionista Henry Ward Beecher armó a muchos de ellos con fusiles Sharps, que supuestamente se conocieron como «Biblias de Beecher» por su envío en cajas de madera etiquetadas. Esfuerzos como estos fueron directamente responsables del establecimiento de ciudades que luego se convirtieron en baluartes del sentimiento republicano y abolicionista, incluidos Lawrence, Topeka y Manhattan.

### Primera legislatura territorial

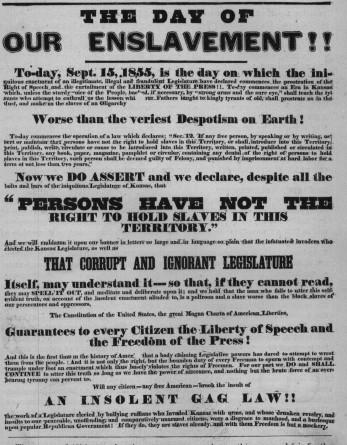
Cartel de Estado Libre de 1855 en el Territorio de Kansas, que reclama acciones contra los partidarios de la esclavitud y las leyes que la apoyan.

El 30 de marzo de 1855, el territorio de Kansas celebró la elección de su primera legislatura territorial. De manera crucial, esta legislatura decidiría si el territorio permitiría la esclavitud. Tal como sucedió en la elección de noviembre de 1854, los «Border Ruffians» de Misuri volvieron a ingresar al territorio para votar, y los delegados pro esclavistas fueron elegidos para 37 de los 39 escaños: Martin F. Conway y Samuel D. Houston, del condado de Riley, fueron los únicos declarados por libre. Debido a las preguntas sobre el fraude electoral, el gobernador territorial Andrew Reeder invalidó los resultados en cinco distritos electorales, y se celebró una elección especial el 22 de mayo para elegir los reemplazos. Ocho de los once delegados elegidos en la elección especial eran declarantes libres, pero esto todavía dejó al campo pro esclavista con una abrumadora ventaja de 29-10.
En respuesta a los votos disputados y la creciente tensión, el Congreso envió un comité especial al Territorio de Kansas en 1856. El informe del comité concluyó que si la elección del 30 de marzo de 1855 se hubiera limitado a «colonos reales», habría elegido una legislatura de estado libre. El informe también declaró que la legislatura en realidad asentada «era un cuerpo constituido ilegalmente y no tenía poder para aprobar leyes válidas». Sin embargo, la legislatura pro esclavitud se reunió en la capital territorial recién creada en Pawnee el 2 de julio de 1855.  La legislatura inmediatamente invalidó los resultados de las elecciones especiales de mayo y sentó a los delegados pro esclavistas elegidos en marzo. Después de una semana en Pawnee, la legislatura trasladó la capital territorial a la Misión Metodista Shawnee en la frontera de Misuri, donde volvió a reunirse y comenzó a aprobar leyes favorables para los propietarios de esclavos.
En agosto, los residentes en contra de la esclavitud se reunieron para rechazar formalmente las leyes a favor de la esclavitud aprobadas por la llamada legislatura «falsa». Rápidamente eligieron a sus propios delegados de Estado Libre para una legislatura separada con sede en Topeka, que se oponía al gobierno pro esclavista que operaba en Lecompton, y redactaron la primera constitución territorial, la Constitución de Topeka. En un mensaje al Congreso el 24 de enero de 1856, el presidente Franklin Pierce declaró al gobierno de Estado Libre Topeka insurrecto en su postura contra los funcionarios territoriales pro esclavistas. La presencia de gobiernos duales fue un símbolo de la lucha que se estaba gestando en el territorio y provocó a los partidarios de ambos lados del conflicto.

## Lucha constitucional
Gran parte de la confrontación temprana de la era de Bleeding Kansas se centró en la adopción de una constitución que gobernaría el estado de Kansas. El primero de cuatro documentos de este tipo fue la Constitución de Topeka, redactada por las fuerzas antiesclavistas unificadas bajo el Partido del Estado Libre en diciembre de 1855. Esta constitución fue la base del gobierno territorial del Estado Libre que se opuso al gobierno ilegítimo pero autorizado por el gobierno federal que había sido previamente elegidos por moradores no residentes.
En 1857, una segunda convención constitucional se reunió en Lecompton y, a principios de noviembre, redactó la Constitución de Lecompton, un documento a favor de la esclavitud avalado por el presidente James Buchanan. La constitución se presentó en Kansas para una votación sobre un artículo especial sobre la esclavitud, pero los Free-Staters se negaron a participar, sabiendo que la constitución permitiría a los dueños de esclavos de Kansas mantener a los esclavos existentes, incluso si se votara en contra del artículo en cuestión. La Constitución de Lecompton, incluido el artículo sobre la esclavitud, fue aprobada por una votación de 6226 contra 569 el 21 de diciembre. En su lugar, el Congreso ordenó otra elección debido a las irregularidades de la votación descubiertas. El 2 de agosto de 1858, los votantes de Kansas rechazaron el documento por 11 812 contra 1926 votos.
Mientras que la Constitución de Lecompton estaba pendiente ante el Congreso, un tercer documento, la Constitución de Leavenworth, fue escrito y aprobado por los delegados de Estado Libre. Era más radical que otras propuestas de Estado libre, ya que habría extendido el sufragio a «todos los ciudadanos varones», sin importar la raza. La participación en esta votación el 18 de mayo de 1858 fue una fracción de la anterior y hubo cierta oposición por parte de los demócratas de estado libre. La constitución propuesta se remitió al Senado de los Estados Unidos, el 6 de enero de 1859, donde se recibió con una recepción tibia y se dejó morir en comisión.
La tercera y última propuesta de Estado Libre fue la Constitución de Wyandotte, redactada en 1859, que representaba la visión antiesclavista del futuro de Kansas. Fue aprobada en un referéndum por un votos de 10,421 a 5,530 el 4 de octubre de 1859. Con los estados del sur todavía en control del Senado, Kansas esperó la admisión a la Unión hasta el 29 de enero de 1861.

## Violencia abierta

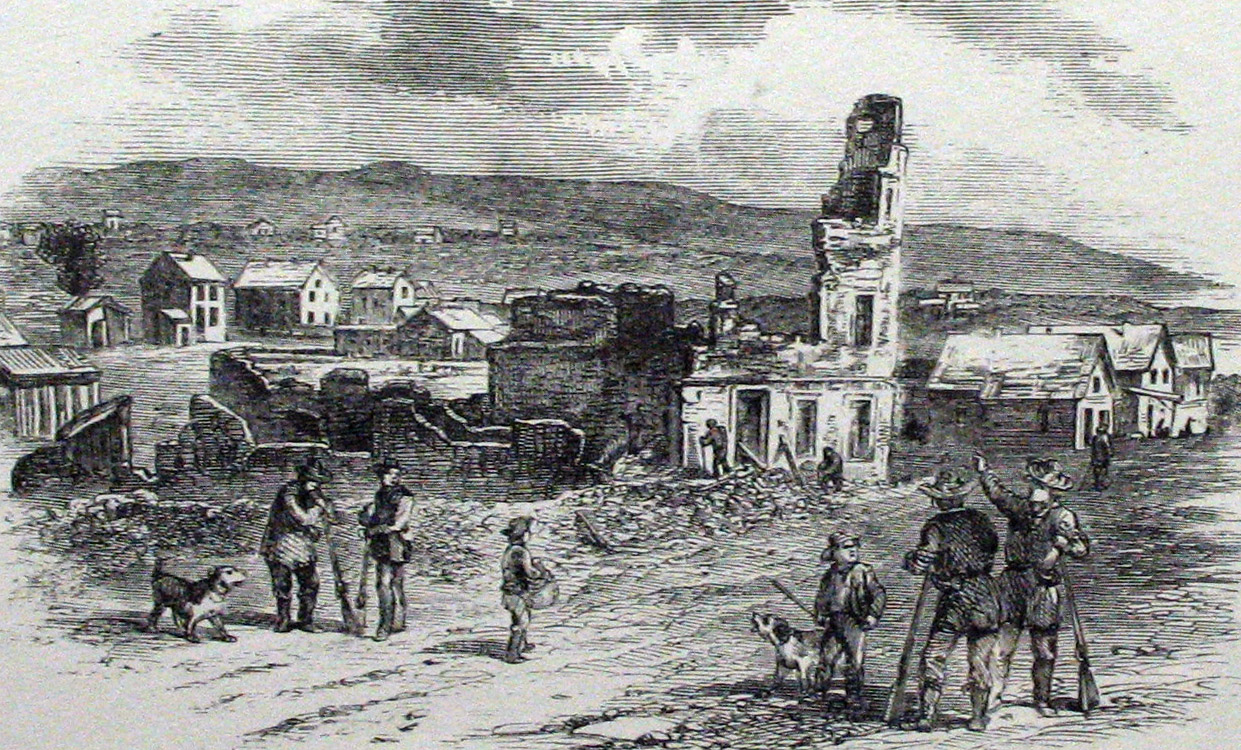
Ruinas del Free State Hotel, después del ataque a Lawrence.

En octubre de 1855, el abolicionista John Brown llegó al territorio de Kansas para luchar contra la esclavitud. El 21 de noviembre, la llamada Guerra de Wakarusa comenzó cuando un Free-Stater llamado Charles Dow fue tiroteado por un colono pro esclavista. El conflicto resultante tuvo una muerte, cuando el Free-Stater Thomas Barber fue asesinado a tiros cerca de Lawrence el 6 de diciembre. El 21 de mayo de 1856, los misurianos invadieron Lawrence y quemaron el Free State Hotel, destruyeron dos oficinas de periódicos y saquearon casas y tiendas. Un cañón utilizado durante la guerra entre México y Estados Unidos, llamado Old Kickapoo o Kickapoo Cannon, fue robado y utilizado ese día por un grupo de personas pro esclavos, incluidos los Rangers de Kickapoo de la Milicia Territorial de Kansas. Más tarde fue recuperado por un grupo contra la esclavitud y regresó a la ciudad de Leavenworth.

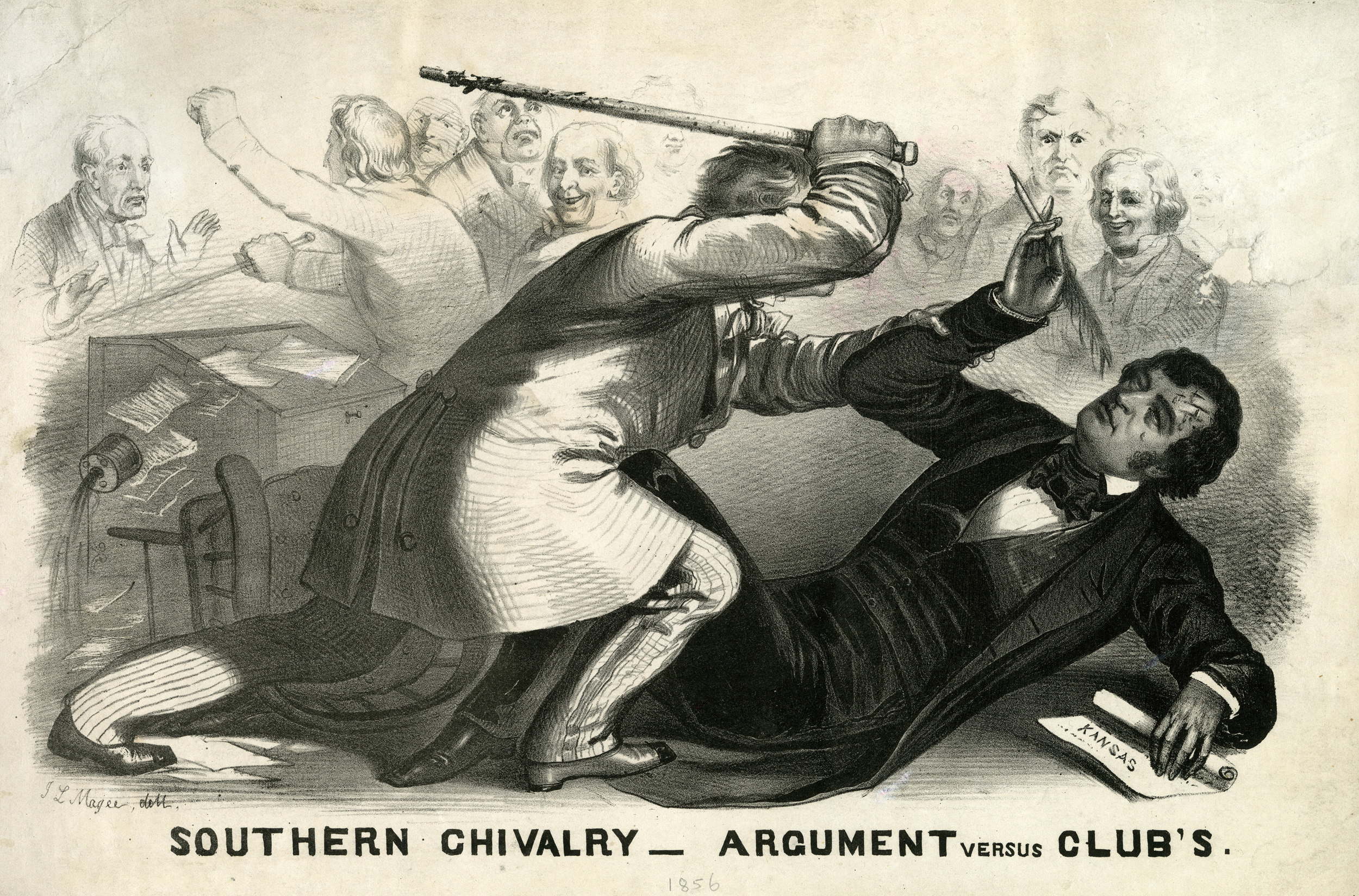
Preston Brooks atacando a Charles Sumner en el Senado el año 1856.

En mayo de 1856, el senador republicano Charles Sumner de Massachusetts tomó la palabra para denunciar la amenaza de la esclavitud en Kansas y humillar a sus partidarios. Había dedicado sus enormes energías a la destrucción de lo que los republicanos llamaban el poder de esclavos, es decir, los esfuerzos de los propietarios de esclavos por tomar el control del gobierno federal y garantizar la supervivencia y expansión de la esclavitud. En el discurso, llamado The Crime against Kansas, Sumner ridiculizó el honor del anciano senador Andrew Butler de Carolina del Sur, que retrató la agenda pro-esclavitud de Butler hacia Kansas con la violación de una virgen y caracterizando su afecto por ella en términos sexuales y repugnantes. Al día siguiente, el primo de Butler, el congresista de Carolina del Sur, Preston Brooks, casi mata a Sumner en el Senado con un pesado bastón. La acción electrificó a la nación, trajo la violencia al piso del Senado y profundizó la división Norte-Sur.
La violencia siguió aumentando. John Brown llevó a sus hijos y otros seguidores a planear el asesinato de colonos que hablaron a favor de la esclavitud. En un asentamiento de esclavistas en Pottawatomie Creek la noche del 24 de mayo, el grupo secuestró a cinco hombres pro esclavitud de sus hogares y los asesinó con espadas. Brown y sus hombres escaparon y comenzaron a planear una insurrección de esclavos a gran escala que tendría lugar en Harpers Ferry, Virginia, con el apoyo financiero de los abolicionistas de Boston.
El gobierno territorial a favor de la esclavitud, al servicio del presidente Pierce, se había trasladado a Lecompton. En abril de 1856, un comité del Congreso llegó allí para investigar el fraude electoral. El comité determinó que las elecciones fueron elegidas indebidamente por no residentes. El presidente Pierce rechazó el reconocimiento de sus hallazgos y continuó autorizando la legislatura pro esclavitud, que la gente de Free State llamó «Legislatura Bogus». El 4 de julio de 1856, las proclamaciones del presidente Pierce hicieron desplazar a casi 500 soldados del Ejército de los Estados Unidos a Topeka desde Fort Leavenworth y Fort Riley. Con sus cañones apuntando a Constitution Hall y los largos fusibles encendidos, el Coronel E.V. Sumner, primo del senador del mismo nombre golpeado en el Senado, ordenó la dispersión de la Legislatura del Estado Libre.
En agosto de 1856, miles de hombres a favor de la esclavitud formaron ejércitos y marcharon hacia Kansas. Ese mismo mes, Brown y varios de sus seguidores se enfrentaron a 400 soldados a favor de la esclavitud en la batalla de Osawatomie. Las hostilidades se prolongaron durante otros dos meses hasta que Brown abandonó el territorio de Kansas, y un nuevo gobernador territorial, John White Geary, asumió el cargo y logró prevalecer a ambos lados por la paz. Esto fue seguido por una frágil paz rota por brotes violentos intermitentes durante dos años más.

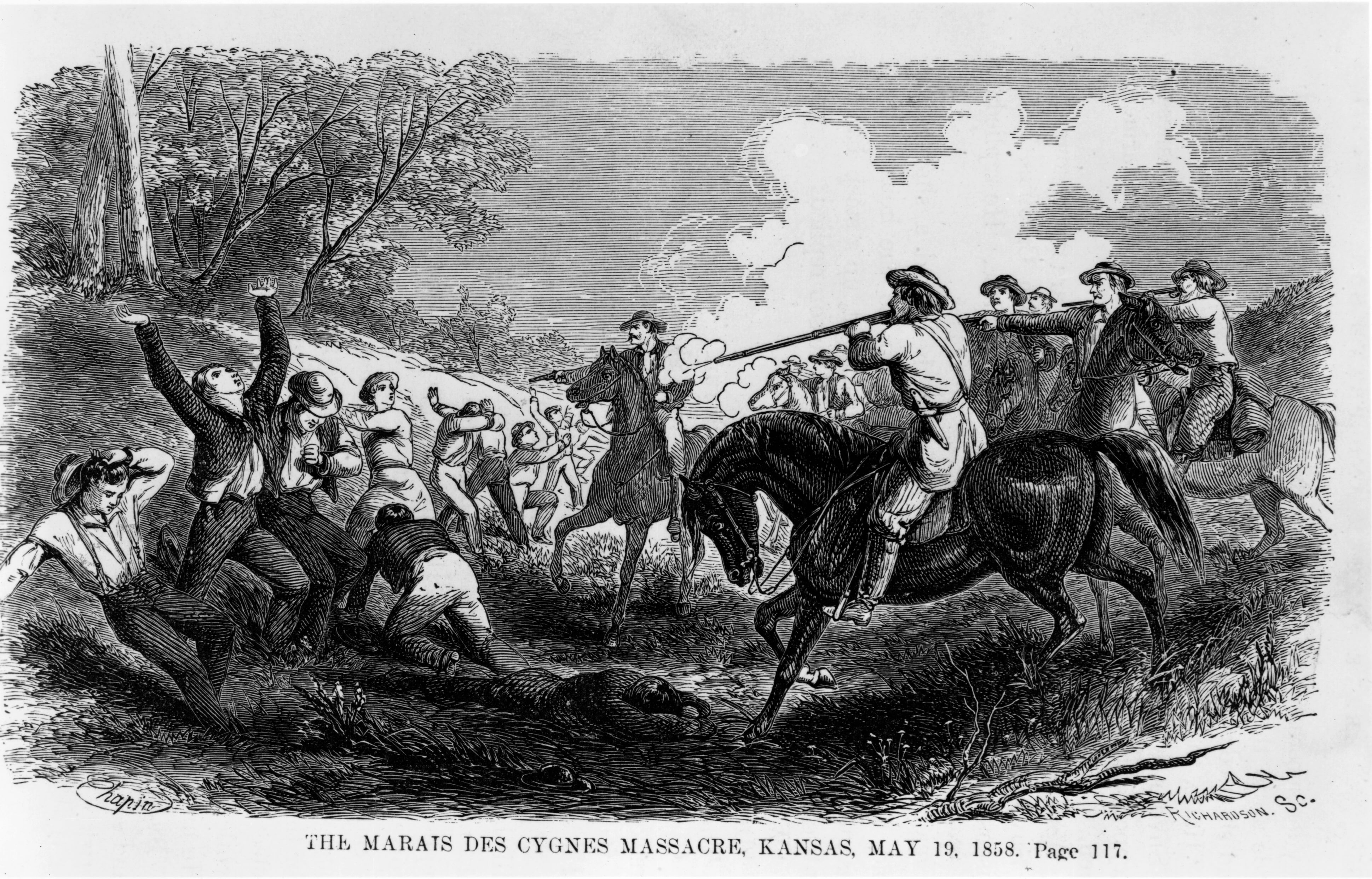
Masacre de Marais des Cygnes.

El último gran estallido de violencia fue provocado por la masacre de Marais des Cygnes en 1858, en la que esclavistas asesinaron a cinco hombres contrarios a la esclavitud. En total, aproximadamente 56 personas murieron en Bleeding Kansas cuando la violencia terminó en 1859. Tras el comienzo de la Guerra Civil Americana en 1861, la violencia adicional de la guerrilla estalló en la frontera entre Kansas y Misuri.

## Legado

### Área patrimonial
En 2006, la legislación federal definió una nuevaÁrea de Patrimonio Nacional de Freedom's Frontier (FFNHA) que fue aprobado por el Congreso. Una de las tareas del área de patrimonio es interpretar las historias de Bleeding Kansas, que también se llaman historias de la guerra fronteriza entre Kansas y Misuri. Un tema del área del patrimonio es la lucha duradera por la libertad. El FFNHA incluye 41 condados, 29 de los cuales están en el este de Kansas y 12 en el oeste de Misuri.

### En la cultura

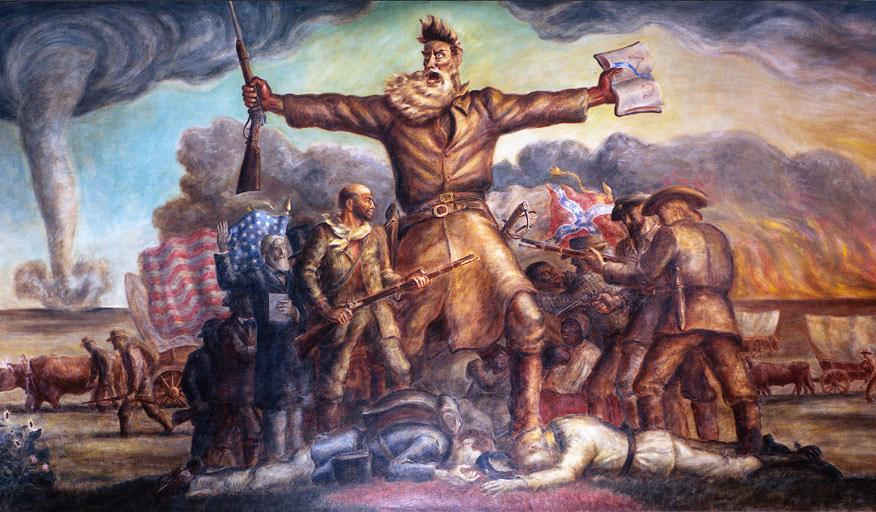
El episodio Bleeding Kansas representado en el mural Preludio trágico de John Steuart Curry, como el preludio de la Guerra de Secesión.

El episodio de «Bleeding Kansas» se ha representado dramáticamente en innumerables obras de la cultura popular estadounidense, incluyendo literatura, teatro, cine y televisión. Sus muchas representaciones y menciones incluyen:
- Wildwood Boys (William Morrow, Nueva York; 2000), una novela biográfica de "Bloody Bill" Anderson de James Carlos Blake
- Bleeding Kansas (2008) de Sara Paretsky , una novela que describe conflictos sociales y políticos en el Kansas actual con muchas referencias a los eventos del siglo XIX.
- The Good Lord Bird (2013) de James McBride
- The Outlaw Josey Wales (1976), una película del oeste de Estados Unidos ambientada durante y después de la Guerra Civil que describe la violencia tras el sangrado de Kansas.
- Bad Blood, the Border War that Triggered the Civil War (2007), a documentary film ISBN 0-9777261-4-2 by Kansas City Public Television and Wide Awake Films
- El episodio del 8 de noviembre de 2014 de Hell on Wheels, titulado Bleeding Kansas, mostraba una familia blanca siendo asesinada por tener esclavos, que luego fueron liberados, en nombre de la religión.[24]
- When Kings Reigned (2017), un documental dramático dirigido por Ian Ballinger y Alison Dover sobre los pescadores que vivían a lo largo del río Kansas durante y después de la era Bleeding Kansas y la persecución que enfrentaron por parte de los gobiernos locales.